# Вольта (водохранилище)
Во́льта (Акосомба; англ. Volta, Akosomba) — крупнейшее по площади (площадь поверхности — 8480 км²) русловое водохранилище в мире. Находится на реке Вольта в Гане.
В 1961—1965 годах у города Акосомбо (Гана) в узком ущелье была построена ГЭС Акосомбо. В результате, после заполнения водохранилище занимает 3,6 % площади Ганы. При заполнении территории водой было выселено около 78 тыс. человек и около 200 тыс. принадлежащих им животных. В то же время ГЭС обеспечивает большую часть страны электроэнергией.
Из водохранилища вытекает река Вольта, впадающая в Гвинейский залив.
На образовавшемся водохранилище широко развито рыболовство и судоходство. Север водохранилища находится в зоне саванн, юг — в зоне тропических лесов.
Длина водохранилища с севера на юг — около 400 км, береговой линии — более 7 тыс. км, побережье изрезано, на водохранилище находится множество небольших островов. Объём водохранилища составляет около 148 км³, средняя глубина 18 м, максимальная — 80 м. Высота над уровнем моря водной глади — 85 м, площадь водосбора — 385 тыс. км². Высота над уровнем моря — 54 м.
На берегах водохранилища проживает более 5,5 млн человек.